# Leucoloma porto-ricense
Leucoloma porto-ricense là một loài Rêu trong họ Dicranaceae. Loài này được (Müll. Hal.) Paris mô tả khoa học đầu tiên năm 1900.